# ماري بايك لي
ماري بايك لي (بالإنجليزية: Mary Paik Lee)‏ (من مواليد 17 أغسطس 1900 - والمُتوفاة في عام 1995) هي كاتبة أمريكية كورية.تشتهر ماري بسيرتها الذاتية أوديسي الهادئة: امرأة كورية رائدة في أمريكا. وُلدت بايك كوانغ صن في بيونغيانغ بالإمبراطورية الكورية (عاصمة كوريا الشمالية الآن (كوريا الشمالية)). قرر والداها مغادرة كوريا عندما سيطر اليابانيون وازداد تدخلهم في كوريا. وصلت العائلة في عام 1905 إلى هاواي حيث بدأوا من جديد. أصبح والدها، بايك سين كو المُنحدر من عائلة من الوزراء والمدرسين، عاملًا بعقد في مزرعة للسكر عندما وصلوا إلى هاواي. واجهت العائلة تمييزًا شديدًا وانتقلوا في نهاية المطاف إلى ريفرسايد بولاية كاليفورنيا في عام 1906.
عانت لي على مدى حياتها هي ووالديها وزوجها من الكثير من الصعوبات. تم نشر مذكراتها، أوديسي الهادئة، في عام 1990. يُشار إلى تلك المذكرات كونها واحدة من المذكرات القليلة لامرأة أمريكية آسيوية، والمذكرات الوحيدة لامرأة كورية أمريكية في القرن العشرين. توفر تلك المذكرات وجهة نظر ثقافية مهمة في القرن الماضي، وهي وجهة نظر واحدة من أوائل الرواد الكوريين في أمريكا.

## حياتها المُبكرة
وصلت عائلة بايك إلى ريفرسايد دون الكثير من المال أو أي خطط عمل فورية. قررت الأسرة بعد التشاور مع الأصدقاء أن تطبخ أم ماري لي لنحو 30 رجلاً. لم يعجب الأمر والد لي، لكن لم يكن لديهم الكثير من الخيارات سوى القيام بما هو متاح. كان عليهم استعارة مواد من المستوطنة الصينية من أجل بدء أعمال الطهي.
كانت ماري تذهب إلى المسلخ في أيام السبت وتقوم بجمع أعضاء الحيوانات التي يرميها الجزارين إلى الخارج ويعتقدون أنها غير مناسبة للبيع. كانت تنافس الأطفال المكسيكيين على قطع اللحم المفضلة بينما يضحك الجزار عليهم. أخبرت ماري والدها في وقت ما أنها لا تريد الاستمرار لأنهم كانوا يسخرون منها ولكن والدها أخبرها أن تشعر بالامتنان لأن الجزارين يرمون اللحم، وإلا فإنهم سوف يموتون جوعًا.
عندما كبُرت ماري بما فيه الكفاية، ذهبت إلى المدرسة حيث تعرضت للترهيب والخوف من قبل مجموعة من الفتيات اللواتي رقصن في دائرة حولها في يومها الأول. كما كانت خائفة عندما رحب بها المعلم حتى عادت إلى المنزل. كما اكتشفت أن أسماءها الكورية كانت صعبة التذكر، لذا قررت أن تعطي لأشقائها الصغار أسماء أمريكية وهم صغار. قررت ماري وأخوها الأكبر أنه كان قد فات الأوان بالنسبة لهم للحصول على أسماء أمريكية.

## حياتها الشخصية
تزوجت ماري من هـ.م. لي وأنجبا 3 أبناء. كما واصلت تقديم المساعدة إلى والديها وأشقائها. على الرغم من أن هناك معركة مستمرة مع التحيز والتمييز، إلا أنها عملت بجد لتوفير سبل المهيشة الكريمة لهم.

## روابط خارجية
- Short biography and photo
- Biography by the University of California with excerpts from her autobiography